# Koločep (naselje)
Koločep je naselje na Hrvaškem, ki upravno spada pod mesto Dubrovnik; le-ta pa spada pod Dubrovniško-neretvansko županijo.
Sestavljata ga dva zaselka:
Donje Čelo leži na severozahodni obali v manjšem zalivu, katerega dno doseže globino 5 do 8 metrov. Dno je poraslo z morsko travo. Zaliv je z gričevnim grbenom zaščiteno pred burjo. V okolici so lepe peščene plaže in park s številnimi vrstami subtropske flore. V Donjem Čelu, kjer je tudi manjše pristanišče, sta dva pomola. Na daljšem pomolu stoji svetilnik. Svetilnik sveti z belimi ritmičnimi svetlobnimi bliski ponavljajočimi se vsake 3 sekunde. Oznaka za ta svetilnik v pomorskih kartah je B Bl 3s.
Gornje Čelo leži v na jugovzhodu otoka v istoimenskem zalivu. V zalivu, katerega dno je globoko do 2,5 m, je manjši pomol. Zaliv je izpostavljen burji. Dobro pa je zavarovan pred jugom in zahodnimi ter severozahodnimi vetrovi.

## Demografija
| Pregled števila prebivalcev po letih | Pregled števila prebivalcev po letih | Pregled števila prebivalcev po letih | Pregled števila prebivalcev po letih | Pregled števila prebivalcev po letih | Pregled števila prebivalcev po letih | Pregled števila prebivalcev po letih | Pregled števila prebivalcev po letih | Pregled števila prebivalcev po letih | Pregled števila prebivalcev po letih | Pregled števila prebivalcev po letih | Pregled števila prebivalcev po letih | Pregled števila prebivalcev po letih | Pregled števila prebivalcev po letih | Pregled števila prebivalcev po letih |
| ------------------------------------ | ------------------------------------ | ------------------------------------ | ------------------------------------ | ------------------------------------ | ------------------------------------ | ------------------------------------ | ------------------------------------ | ------------------------------------ | ------------------------------------ | ------------------------------------ | ------------------------------------ | ------------------------------------ | ------------------------------------ | ------------------------------------ |
| 1857                                 | 1869                                 | 1880                                 | 1890                                 | 1900                                 | 1910                                 | 1921                                 | 1931                                 | 1948                                 | 1953                                 | 1961                                 | 1971                                 | 1981                                 | 1991                                 | 2001                                 |
| 405                                  | 328                                  | 346                                  | 281                                  | 210                                  | 237                                  | 218                                  | 225                                  | 251                                  | 269                                  | 243                                  | 207                                  | 144                                  | 148                                  | 174                                  |